# Єпімахов Микола Михайлович
Микола Михайлович Єпімахов (* 21 березня 1919, Нижній Тагіл — † 27 листопада 1989, Київ) — Герой Радянського Союзу (1943), у роки німецько-радянської війни командир дивізіону 576-го артилерійського Червонопрапорного полку 167-ї стрілецької Сумсько-Київської двічі Червонопрапорної дивізії 38-ї армії Воронезького фронту, старший лейтенант.

## Біографія

Надгробок Єпімахову М. М. на Лук'янівському військовому цвинтарі

Народився 21 березня 1919 року в місті Нижній Тагіл Свердловській області в сім'ї робітника. Росіянин. Член КПРС з 1943 року. Закінчив середню школу № 1 і чотири курси Уральського політехнічного інституту в Свердловську.
У липні 1941 року призваний в ряди Червоної Армії. Закінчив прискорений курс Смоленського артилерійського училища. У боях німецько-радянської війни з липня 1942 року. Воював під Воронежем, Сумами, Києвом, в Румунії, Угорщині, Чехословаччині. Був командиром взводу, батареї, дивізіону, начальником артилерії полку. Був двічі важко поранений і контужений.
9 жовтня 1943 року старший лейтенант М. М. Єпімахов в боях при форсуванні Дніпра в районі села Лютіж Вишгородського району Київської області брав участь у відбитті численних контратак противника і вогнем гармат забезпечив батальйону захоплення і розширення плацдарму на правому березі Дніпра.
Указом Президії Верховної Ради СРСР від 13 листопада 1943 року за мужність і героїзм, проявлені при форсуванні Дніпра і утриманні плацдарму старшому лейтенанту Миколі Михайловичу Єпімахову присвоєне звання Героя Радянського Союзу з врученням ордена Леніна і медалі «Золота Зірка» (№ 3959).
З 1946 року підполковник М. М. Епімахов — в запасі. У 1948 році закінчив Уральський політехнічний інститут, де отримав спеціальність інженера-хіміка. Працював заступником начальника цеху Нижньотагільського коксохімічного заводу. З 1954 року жив в місті Дніпродзержинськ Дніпропетровській області. Працював головним інженером Баглійського коксохімічного заводу.
У 1984 році М. М. Єпімахов вийшов на пенсію і переїхав до Києва. Помер 27 листопада 1989 року. Похований в Києві на Лук'янівському військовому кладовищі.

## Нагороди, пам'ять
Нагороджений орденом Леніна, орденом Вітчизняної війни 1-го ступеня, орденом Вітчизняної війни 2-го ступеня, медалями.
На будівлі Уральського політехнічного інституту і на будинку, де жив Герой, встановлені меморіальні дошки.